# 北海商科大学
北海商科大学（ほっかいしょうかだいがく、英語: Hokkai School of Commerce）は、北海道札幌市豊平区豊平6-6-10に本部を置く日本の私立大学。1885年創立、1977年大学設置。大学の略称は札幌移転後は北商大・商科大、札幌移転前は学園北見大・北見大。

## 概観

### 大学全体
1977年に北海学園北見大学として開学した。2006年に札幌へ移転したことに伴い、大学名称を現名称に変更した。学校法人北海学園が運営しており、豊平6・6キャンパスは、系列校の北海学園大学、北海高等学校、北海学園札幌高等学校と向かい合っている。

### 教育・研究
北海学園北見大学時代は道東オホーツク圏の拠点都市北見市からの要請を受け、学校法人北海学園と北見市が協力し設置した『公私協力方式』の大学である。「地域に根ざし、世界に目を向ける人材を育成する」を設置目的としていた。札幌移転後の現在は、「急速な発展を遂げる東アジアや中国を基点とする国際ビジネス、国際観光に対応した人材育成を行う」としている。そのため英語だけではなく、ネイティブの教員を配置し、中国語と韓国語にも力を入れている。なお１年時に英語、中国語、韓国語の中から一つを必修で選ぶことができる。

## 沿革
- 1977年 北海学園北見大学開学、商学部商学科設置。
- 1980年 同窓会発足
- 1984年 北海学園北見女子短期大学開設、経営学科設置。
- 1991年 北海学園北見女子短期大学から北海学園北見短期大学へ名称変更（男女共学化）。
- 1994年 商学部に観光産業学科を増設。開発政策研究所を開設。図書館・国際会議場竣工。
- 2004年 北海学園北見短期大学を廃止
- 2006年 札幌に校地を移転し、北海商科大学に名称変更。
- 2008年 教育会館竣工。
- 2011年 大学院商学研究科ビジネス専攻設置。
- 2016年 2号館竣工。
- 2020年 体育館竣工。

## 所在地
- 豊平6・6キャンパス（北海道札幌市豊平区豊平6条6丁目）
- 北見キャンパス（北海道北見市北光235番地）

## 教育および研究組織

### 学部・学科
- 商学部
  - 商学科（入学定員：120名）
  - 観光産業学科（入学定員：60名）

### 大学院
- 商学研究科
  - ビジネス専攻（修士課程・博士後期課程）

### 附属機関
- 北海学園北東アジア研究交流センター（略称：HINAS、1999年研究機関として北海学園大学に設置されたが2006年より北海商科大学に拠点を移す）
- 開発政策研究所（1994年北海学園大学開発研究所を参考に設置され、札幌に校地を移転した2006年より活動休止状態だったが、2013年より活動再開）
- 北東アジアビジネス研究所
- 図書館（紀伊國屋書店による委託運営）

## 刊行物
北海商科大学は日頃の研究成果を発表する為に以下の冊子を発行している。
- 「北海商科大学論集」

## 学生生活

### 学園祭
毎年9月下旬に「北海商科祭」が行われている（移転当初はオープンキャンパスを同時開催していたが、運営上の問題から現在は翌週に開催している）。北海学園北見大学時代は「白亜祭」が6月下旬に開催されていた。

### 部活動・クラブ活動・サークル活動
2006年移転当初はサークル活動もまだ少数であったが、現在は10以上のサークルが作られている。また、野球部やラクロス部など体育会は北海学園の清田グラウンドを使用する。
北海学園北見大学時代の剣道部は1993年に全日本学生剣道大会優勝大会に進出。1996年・1997年には北海道学生剣道優勝大会2連覇を達成し、全日本学生剣道大会に出場した。

## 大学関係者と出身者
- 北海商科大学の人物一覧

## 施設

### 豊平6・6キャンパス
- 付属施設：図書館、開発政策研究所、中国社会科学院北海道研究交流センター、北海学園北東アジア研究交流センター(HINAS)、大学生協、入試就職情報センター、体育館
- 交通アクセス：
札幌市営地下鉄東豊線 学園前駅
じょうてつバス 学園前駅停留所

北海学園大学同様、札幌市営地下鉄東豊線学園前駅に直結している。
校舎（1号館）は地下1階・地上8階からなる。
2006年より8階には中国社会科学院北海道研究交流センターが入居している。同年に、同じく8階に北海学園北東アジア研究交流センター(HINAS)が設置され、2階の図書館（図書室規模）は完全委託制をとっており、紀伊国屋書店によって運営されている。2008年には教育会館が完成し、サークル活動などに利用されている。7階では、2011年から大学院院商学研究科の開設及び2013年から開発政策研究所の活動が再開された。
地下1階には2006年から2010年まではローソン学園前駅店が存在した。2010年にローソン店舗撤退後は、大学生協（北海学園生協北海商科店）が新設された。購買部は、食料品、文房具、パソコンの周辺機器等のほか、資格試験テキスト・教養本の書籍が中心だが書籍販売も行っており、フードコートが隣接している。自由学習コーナーが地下1階と2階にある。また、北海学園大学の大学院法務研究科（法科大学院）校舎（守衛室含む）が隣接している。なお、学外者が北海商科大学に立ち入る場合は必ず守衛室での記帳をしなければならない。
2008年に竣工した教育会館を2016年に廃止・解体し、同年より新たに2号館が完成し、1階に受付・多目的ラウンジ・サークル室など、2階にコンピュータ室・会議室など、3～4階に講義室・演習室など、5階に多目的ホールが置かれた。
2020年に体育館が完成した。

### 北見キャンパス
- 付属施設：第一体育館・第二体育館、図書館・国際会議場、研修施設など
- 交通アクセス：北海道北見バス北上5線停留所下車

北海学園北見大学時代からのキャンパスである。北見市の要請により、2004年度以前の入学生は北見キャンパスで卒業した。2008年4月以降の現在では主に講演施設・研修施設として利用されており、著名人・研究者の講演会場として提供されたり、留学生の合宿などが行われたり、スポーツ選手育成施設として利用されたりしている。

## 系列校
- 北海学園大学
- 北海高等学校
- 北海学園札幌高等学校

## 対外関係

### 他大学との協定

#### 北海学園大学との単位互換協定
- 人文学部：2017年11月9日に締結
- 大学院経済学研究科：2015年1月28日に締結

#### 国際交流
以下の大学と国際交流協定を結び、交換留学事業を行っている。中・韓3大学への学生派遣には特に積極的であり、半年間の語学留学プログラムは本学の語学の単位などに参入される。
- 中国
  - 山東大学威海分校
  - 煙台大学
  - 黒龍江大学

- 韓国
  - 大田大学校
  - 全南大学校
- カナダ
  - レスブリッジ大学
  - ブロック大学
- ロシア
  - 国立ノボシビルスク大学
  - 国立シベリア交通大学
  - サハリン国立大学
  - 国立ヴラヂーミル大学
- モンゴル
  - モンゴル文化教育大学